# 포드라브스카 통계 지방

포드라브스카 통계 지방의 위치

포드라브스카 통계 지방(슬로베니아어: Podravska statistična regija)은 슬로베니아 북동부에 위치한 통계 지방으로 최대 도시는 마리보르이며 면적은 2,170km2, 인구는 322,545명(2015년 기준), 인구 밀도는 150명/km2이다.
오스트리아, 크로아티아와 국경을 접하며 41개 지방 자치체가 이 지방에 속한다. 지방의 경제는 서비스업이 63.4%, 공업이 35.8%, 농업이 0.8%를 차지한다.

## 지방 자치체
- 베네딕트
- 체르크베냐크
- 치르쿨라네
- 데스트르니크
- 도르나바
- 두플레크
- 고리슈니차
- 하이디나
- 호체슬리브니차
- 유르신치
- 키드리체보
- 쿤고타
- 레나르트
- 로브렌츠나포호류
- 마이슈페르크
- 마콜레
- 마리보르
- 마르코브치
- 미클라브주나드라브스켐폴류
- 오플로트니차
- 오르모주
- 페스니차
- 포들레흐니크
- 폴차네
- 프투이
- 라체프람
- 루셰
- 셀니차오브드라비
- 슬로벤스카비스트리차
- 스레디슈체오브드라비
- 스타르셰
- 스베타아나
- 스베타트로이차브슬로벤스키흐고리차흐
- 스베티안드라주브슬로벤스키흐고리차흐
- 스베티유리브슬로벤스키흐고리차흐
- 스베티토마주
- 셴틸
- 트르노브스카바스
- 비뎀
- 자브르치
- 제탈레